# Cryptocephalus rugicollis
Cryptocephalus rugicollis é uma espécie de insetos coleópteros polífagos pertencente à família Chrysomelidae.
A autoridade científica da espécie é G. A. Olivier, tendo sido descrita no ano de 1791.
Trata-se de uma espécie presente no território português.